# Бутовщина (річка)
Бутовщина, Ташанка — річка в Україні, у межах Золотоніського району Черкаської області та Бориспільського району Київської області. Ліва притока річки Супою (басейн Дніпра).

## Опис
Довжина річки 13 км., похил річки — 1,1 м/км. Площа басейну 64,5 км².

## Розташування
Бутовщина бере початок на півночі від села Демки, тече через нього переважно на південний захід у межах села Доброничівки. На північній околиці села Горбані впадає у річку Супій, ліву притоку Дніпра.